# Biserica de lemn „Sfinții Trei Ierarhi” din Florești
Biserica de lemn „Trei Ierarhi” este o biserică amplasată în Florești, raionul Ungheni, Republica Moldova. Este un monument arhitectural de importanță națională inclus în Registrul monumentelor Republicii Moldova ocrotite de stat cu nr. 1626 (raionul Ungheni). Datează din 1809.